# 694
سنة 694 م كانت سنة بسيطة تبدأ يوم الخميس (الرابط يظهر نموذج التقويم الكامل للسنة) من التقويم اليولياني. بدأت تسمية السنة ب694 منذ العصور الوسطى المبكرة، عندما أصبح تقويم أنو دوميني هو الأسلوب السائد في أوروبا لتسمية السنوات.

## مواليد
- ابن ميادة
- حماد الراوية شاعر عراقي

## وفيات
- بشر بن مروان
- زينب بنت أبي سلمة ربيبة النبي محمد، صحابية وفقيهة ومُحدثة